# كامب كورال
كامب كورال (بالإنجليزية: Kamp Koral: SpongeBob's Under Years أو ببساطة Kamp Koral)‏ هو مسلسل رسوم متحركة أمريكي عُرض أول مرة على قناة باراماونت+ في 4 مارس 2021. هذا المسلسل هو بادئة وعمل منبثق من سلسلة سبونج بوب سكوير بانتس لنيكلوديون التي أنشأها ستيفن هيلنبرغ. يَعرض هذا المسلسل نُسخًا أصغر سناً من شخصيات المسلسل ويتبعهم أثناء حضورهم معسكرًا صيفيًا. يضم طاقم تطوير المسلسل لوك بروكشير [الإنجليزية]، مارك سيكاريلي [الإنجليزية]، أندرو غودمان، كاز [الإنجليزية]، والسيد لورانس وفنسنت والر، وأنتجته إستوديوهات نيكلوديون للرسوم المتحركة.

## مدبلجو الشخصيات بالعربية
- سبونج بوب سكوير بانتس - خالد العيسوي
- بسيط نجم - إبراهيم غريب
- شفيق حبار - عادل خلف
- ساندي أمور - إيمان غنيم
- مستر سلطع - كمال عطية
- شمشون - أحمد خيري
- مدام نفيخة - سهير البدراوي

## روابط خارجية
- كامب كورال على موقع IMDb (الإنجليزية)
- كامب كورال على موقع روتن توميتوز (الإنجليزية)
- كامب كورال على موقع فيلمافينيتي (الإسبانية)
- كامب كورال على موقع كينوبويسك (الروسية)
- كامب كورال على موقع ألو سيني (الفرنسية)
- كامب كورال على موقع قاعدة بيانات الفيلم (الإنجليزية)
- الموقع الرسمي